# Yoshiyuki Kuwano
Yoshiyuki Kuwano (1931 – 16 gennaio 1998) è stato un bibliotecario e astrofilo giapponese.
Yoshiyuki Kuwano è stato un bibliotecario poi direttore della biblioteca comunale della città di Hita (Prefettura di Ōita) ma è più conosciuto come un astrofilo molto attivo nella divulgazione dell'Astronomia ed in particolare per le sue scoperte .

## Scoperte
A suo merito sono da citare in particolare la scoperta di cinque nove oltre a varie altre stelle variabili, il cui elenco parziale è riportato nella sottostante tabella in ordine di scoperta:
| Tipo di oggetto            | Denominazione | Data della scoperta | Coscopritori | Fonti       |
| -------------------------- | ------------- | ------------------- | ------------ | ----------- |
| nova                       | IV Cep        | 10 luglio 1971      | -            | [ 2 ]       |
| nova                       | V3888 Sgr     | 6 ottobre 1974      | -            | [ 3 ]       |
| nova                       | V3889 Sgr     | 13 luglio 1975      | -            | [ 4 ] [ 5 ] |
| nova                       | V2104 Oph     | 23 settembre 1976   | -            | [ 6 ]       |
| nova                       | V4021 Sgr     | 27 marzo 1977       | -            | [ 7 ]       |
| nova simbiotica            | PU Vul        | 5 aprile 1979       | Minoru Honda | [ 8 ] [ 9 ] |
| variabile irregolare lenta | V1407 Aql     | 18 maggio 1986      | -            | [ 10 ]      |

Gli è stato dedicato un asteroide, 6867 Kuwano .